# Kohlenstädt
Kohlenstädt è una frazione (Ortsteil) del comune di Rinteln, nel land della Bassa Sassonia, in Germania.

## Storia
Già comune autonomo nel circondario della contea di Schaumburg, fu soppresso e incorporato a Rinteln il 1º marzo 1974.